# Наја (Верчели)
Наја (итал. Naja) је насеље у Италији у округу Верчели, региону Пијемонт.
Према процени из 2011. у насељу је живело 14 становника. Насеље се налази на надморској висини од 173 м.